# Angelico Aprosio
Angelico Aprosio (en latin : Angelicus Aprosius) est un religieux, érudit, écrivain et bibliothécaire italien né à Vintimille le 29 octobre 1607, et mort dans la même ville le 23 février 1681 .

## Biographie
Il est le fils de Marco Aprosio et de Petronilla Aprosia. Son père qui avait d'abord eu huit filles de son mariage lui a donné le prénom de Ludovico en mémoire de son père qui le portait. Son père eu un autre fils qui est mort au berceau. Seul fils de la famille, son père l'a d'abord destiné à l'étude de la jurisprudence ou de la médecine mais il a porté, dès son enfance, une inclination pour la vie religieuse. Il est entré le 19 mars 1623 dans l'ordre des ermite de Saint-Augustin. Il est allé avec son père à Gênes pour faire son noviciat dans le couvent de Notre-Dame de la Consolation (convento di Nostra Signora della consolazione). Il a prononcé ses vœux un an plus tard. Il a changé son nom pour Angelico quand il a pris l'habit. Il est ensuite allé au couvent Saint-Augustin de Sienne où il a passé six années, étudiant la philosophie et la théologie, et où il a pu satisfaire son goût pour les lettres et rencontrer plusieurs savants. Il a été ensuite envoyé au couvent Saint-Augustin de Monte San Savino pour y professer la philosophie. Il a été appelé à Gênes deux ans plus tard pour y remplir le même emploi. Il y est resté trois ans. Il a ensuite voyagé dans divers endroits pour se perfectionner ses études et connaître divers savants.

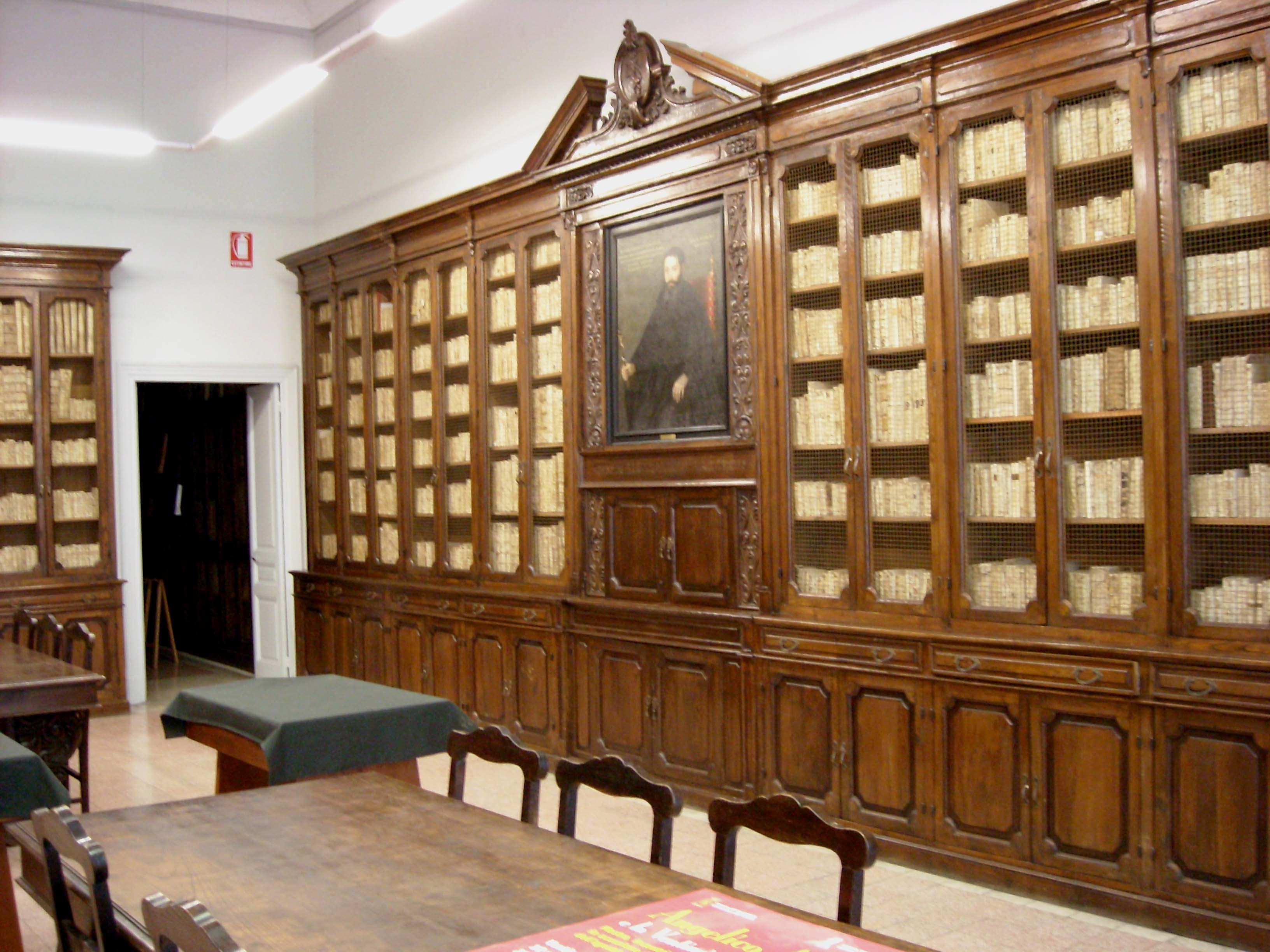
Fonds ancien de la bibliothèque Aprosiana

En 1637, on a voulu le fixer en lui proposant d'être prieur du couvent Saint-Nicolas de Chiavari mais il a refusé. Il s'est arrêté à Venise en 1639 où il a été professeur de belles-lettres du couvent Saint-Étienne.
Il a obtenu de revenir au couvent des Augustins de Vintimille pour organiser sa bibliothèque et fonder en 1648 la bibliothèque Aprosiana, la première bibliothèque publique de Ligurie. À sa mort, la collection comprenait environ 10 000 volumes (incunables, manuscrits) encore accessibles aux érudits et aux passionnés de culture.
Il a été vicaire général et occupé diverses charges de son ordre.
Il a été membre de plusieurs académies d'Italie, en particulier de l'Accademia degli Incogniti de Venise.

## Publications
Angelico Aprosio a écrit en se cachant derrière des noms imaginaires :
- Il Vaglio critico di Masato Galistoni da Terama sopra il mondo nuovo del cavalier Tomaso Stigliani da Matera, Rostock, 1637 (Angelico Aprosio se cache sous le nom de Masato Galistoni da Terama. Le livre a été publié à Trévise et non à Rostock).
- Il Buratto. Replica di Carlo Galistoni al Molino del signor Stigliani, Venise 1642.
- L'Occhiale Stritolato di Scipio Glareano, per riposta al signor cavaliere Tomaso Stigliani, Venise, 1641 (Angelico Aprosio se cache sous le nom de Scipio Glareano).
- La Sferza poetica, di Sapricio Saprici, lo scantonato accademico eteroclito. Per riposta alla prima censura dell'Adone del cavaliere Marino, fatta dal cavalier Tomaso Stigliani, Venise, 1643.
- Del Veratro, apologia di Sapricio Saprici, per riposta alla secunda censura dell'Adone del cavalier Marino, fatta dal cavalier Tomaso Stigliani, parte prima, Venise, 1645, parte secunda, Venise, 1647, dernier ouvrage écrit par Angelico Aprisio contre Tommaso Stigliani.
- Annotazioni di Oldauro Scippio all' arte degli amanti dell' ill. signor Pietro Michiele nobile veneto, Venise, 1642. Angelico Aprosio a pris le nom d'Oldauro Scippio.
- Sermoni di tutte  le Domeniche e Festività de' Santi, che corrono nell' avvento del signore, fino alla Purificazzione della Virgine, disposti in varie risoluzzioni morali, per opera del P. Agostino Osorio, provinciale ne' regni della Corona d'Aragona ; trasportati della Spagnola nell' Italiana favella da Oldauro Scippio, Venise, 1643. Aprosio a fait la traduction de ce texte pendant son séjour à Chioggia.
- La Scudo di Rinaldo, o vero lo specchio del disinganno, opera di Scipio Glareano, Venise, 1642.
- Discorsi predicabili del M. R. signor Gostantio Talpiteo da Contilmanno, professore di Sacra Teologia, sopra le domeniche, è feste dell' auvento fino à quaresima, publicati da Scipio Glarerano, Venise, 1642. Aprosio (Scipio Glarerano) n'a fait que publier ce sermons. L'auteur véritable est Agostino Paoletti de Montalcino sous l'anagramme Gostantio Talpiteo da Contilmanno.
- Le Bellezze della Belisa, tragedia dell' Ill. signor D. Antonio Muscettola, abbozzate da Oldauro Scippio, Accademico Incognito e Geniale, Lovano, 1664. Ce texte a été publié à la suite de la pièce d'Antonio Muscettola (1628-1679).
- Della Patria di A. Persio Flacco Dissertazioni di Lodovico Aprosio Accademico Incognito di Venetia, geniale di Codogno, apatista di Firenze, ed Animoso di Gubbio ; Cavato dal libro primo dell' Ore Pomeridiane del Medesimo, Gênes, 1664.
- Le Vigilie del Capricorno, note tumultuarie di Paolo Genari di Scio, Accademico Incognito di Venezia, alle epistole eroiche, poesie dell'eruditissimo signor Lorenzo Crasso, auvocato napolitano, Venise, 1667.
- La Grillaia, curiosità erudite di Scipio Glareano, Naples, 1668.
- La Biblioteca Aprosiana, passatempo autumnale di Cornelio Aspasio Antivigilmi, tra Vagabondi di Tabbia detto l'Aggirato, Bologne, 1657. Ce livre se décompose en deux parties. La première présente la vie d'Aprosio dans un grand désordre. La seconde partie donne une liste alphabétique de tous ceux qui lui avaient donné quelques livres avec les trois premières lettres de l'alphabet. Il devait écrire un second livre pour les autres lettres qu'il n'a pas publié et est resté sous forme manuscrite.
- La Visieria alzata ; Hecatoste di Scrittori che vaghi d'andare in maschera, fuor del tempo di carnevale, sono scoperti da Giovanne Pietro Giacomo Villani, Senese, accademico humorista, infecondo & geniale. Passatempo canicolare inviato all. ill. signor Antonio Magliabechi, Parme, 1689. Le livre donne la liste de cent écrivains qui ont imprimé des livres sous des noms d'emprunt, principalement en Italie. C'est un ouvrage posthume d'Aprosio.
- Pentecoste d'altri scrittori, che andando in Maschera fuor del tempo di carnevale, e sono scoperti. Il se trouve à la suite de l'ouvrage précédent. On y trouve cinquante nouveaux auteurs.